# Oliver Friederici

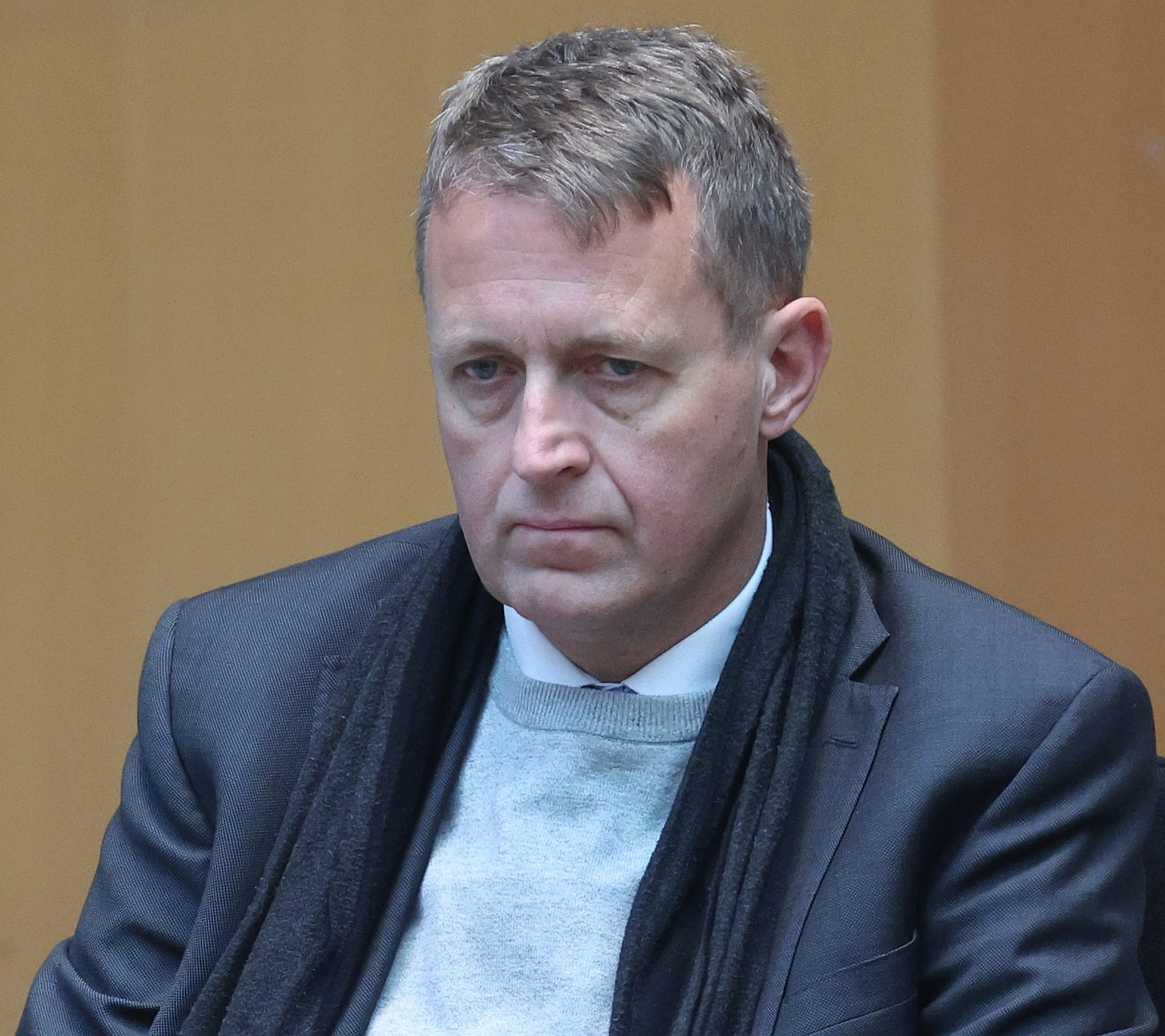
Oliver Friederici, 2024

Oliver Friederici (* 3. Juli 1970 in West-Berlin) ist ein deutscher Politiker (CDU). Seit April 2023 ist er Staatssekretär für Gesellschaftlichen Zusammenhalt in der Berliner Senatsverwaltung für Kultur und Gesellschaftlichen Zusammenhalt. Zuvor war er von 1995 bis 2023 Mitglied des Abgeordnetenhauses von Berlin.

## Leben
Nach dem Abitur 1990 studierte er Betriebswirtschaft an der Technischen Universität Berlin, ab 1991 studierte er Politikwissenschaft an der Freien Universität Berlin, wo er im Juli 1997 seine Berufsausbildung als Diplom-Politologe erfolgreich abschloss. Von 1998 bis Ende 2011 arbeitete Friederici als Personalleiter in einem mittelständischen Unternehmen in Berlin und Leipzig. Friederici ist verheiratet.

## Politik
1987 trat Friederici in die CDU und die Junge Union in Berlin ein. Von 1993 bis November 2021 war er Ortsvorsitzender der CDU in Lankwitz, seit 2005 zudem stellvertretender Vorsitzender des CDU-Kreisverbandes in Steglitz-Zehlendorf. Seit November 2021 ist er Ehrenvorsitzender der CDU Lankwitz.
Von 1992 bis 1995 war Friederici Mitglied der Bezirksverordnetenversammlung (BVV) im Bezirk Steglitz. Von November 1995 bis April 2023 war er Mitglied des Abgeordnetenhauses von Berlin, ab 1999 direkt gewählt im Wahlkreis Lankwitz.

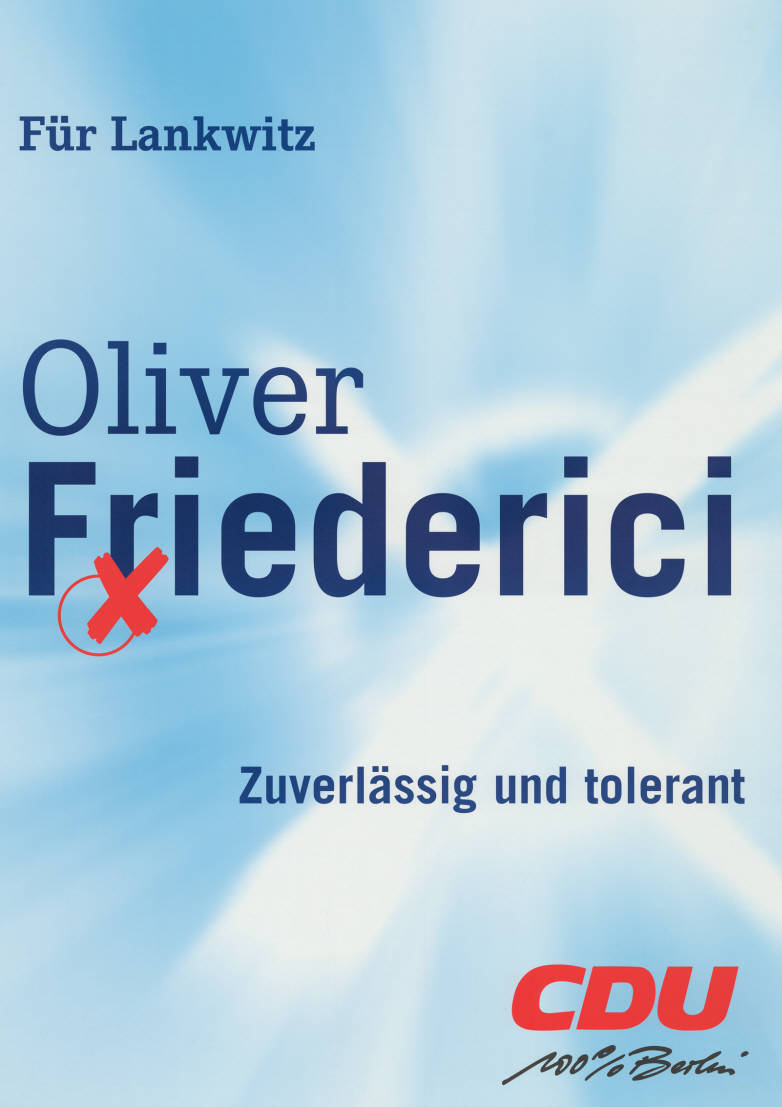
Plakat zur Wahl 2001

Von Ende September 2012 bis zu den Berliner Wahlen im September 2016 war er in der 17. Legislaturperiode Mitglied im BER-Untersuchungsausschuss, der die Gründe der Eröffnungsverschiebung des neuen Berlin-Brandenburger Flughafens (BER) ermitteln sollte.
In der 18. Legislaturperiode von 2016 bis 2021 war Friederici Vorsitzender des Ausschusses Umwelt, Verkehr und Klimaschutz, der verkehrspolitische Sprecher der CDU-Fraktion und Mitglied im Ausschuss Bürgerschaftliches Engagement und Partizipation.
Bei den Wahlen zum Abgeordnetenhaus von Berlin am 26. September 2021 (19. Legislaturperiode) wurde Friederici im Wahlkreis Lankwitz direkt mit 29,4 % CDU-Erststimmen wiedergewählt. Friederici ist derzeit in seiner 7. Wahlperiode Mitglied des Berliner Parlaments. Friederici ist seitdem Mitglied in drei Parlamentsausschüssen: Umwelt, Verbraucher- und Klimaschutz; Stadtentwicklung, Bauen und Wohnen; Mobilität (hier ist er verkehrspolitischer Sprecher). Bei der Wiederholungswahl 2023 konnte er seinen Sitz im Abgeordnetenhaus verteidigen.
Am 28. April 2023 wurde Friederici zum Staatssekretär für Bürgerliches Engagement in der Senatsverwaltung für Kultur und Gesellschaftlichen Zusammenhalt ernannt und schied aus dem Abgeordnetenhaus aus. Für ihn rückte Iris Gertig ins Abgeordnetenhaus nach.
Friederici ist Mitglied in der Landesverkehrswacht Berlin, im Wirtschaftsrat der CDU und im Verein der Freundinnen und Freunde des Otto-Suhr-Instituts.

## Positionen
Friederici überraschte mit einem Statement zur Wahl des Bundespräsidenten 2022 auf Facebook: „Die Frank-Minus-Walter-Wahl“ interessiere ihn überhaupt nicht, das sei auch jenen gesagt, „die sich so über die Minus-Wahl freuen oder sich noch geehrt fühlen“. Es sei keine Ehre und „nicht mein Präsident. Basta!“ Die Berliner CDU distanzierte sich von Friederici.